# Morszków
Morszków – wieś w Polsce położona w województwie mazowieckim, w powiecie sokołowskim, w gminie Jabłonna Lacka. Ma status sołectwa.
W latach 1975–1998 miejscowość administracyjnie należała do województwa siedleckiego.
W miejscowości funkcjonowała Rolnicza Spółdzielnia Produkcyjna Morszków która została zakupiona w 1998 r. przez firmę "Real S.A." i przekształcona w jeden z jej oddziałów zajmujący się przetwórstwem mrożonych owoców i warzyw.
Wierni wyznania rzymskokatolickiego zamieszkali w miejscowości należą do parafii Wniebowzięcia Najświętszej Maryi Panny w Jabłonnie Lackiej.